# Gare de Montbéliard
Gare de Montbéliard – stacja kolejowa w Montbéliard, w departamencie Doubs, w regionie Burgundia-Franche-Comté, we Francji. Stacja jest też nazywana gare de Montbéliard-Ville (np. na stronach przewoźnika SNCF) aby odróżnić ją od stacji Belfort – Montbéliard TGV, położonej 10 km od miasta.

## Historia
Oryginalny budynek z cegły i drewna pochodzi z 1858 roku.
Został zburzony w 1889 i zastąpiony przez budynek z centralną dwupoziomowa częścią oraz symetrycznymi skrzydłami po bokach. Perony są dostępne bezkolizyjnie od 1968 roku, kiedy zostało wybudowane przejście podziemnie.